# Трокенборн-Вольферсдорф
Трокенборн-Вольферсдорф (нем. Trockenborn-Wolfersdorf) — община в Германии, в земле Тюрингия. 
Входит в состав района Заале-Хольцланд. Подчиняется управлению Хюгелланд/Телер.  Население составляет 591 человек (на 31 декабря 2010 года). Занимает площадь 18,93 км².

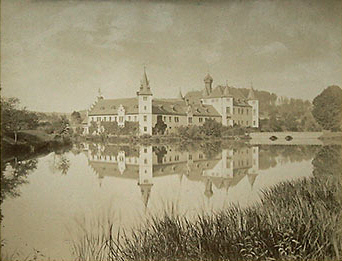
Замок